# 마우스 킹
《마우스 킹》(영어: The Secret of NIMH)은 미국에서 제작된 돈 블루스 감독의 1982년 판타지 모험 드라마 애니메이션 영화이다. 허마이어니 배들리 등이 목소리 출연하였고, 게리 골드먼 등이 제작에 참여하였다.
1983년 제10회 새턴상에서 최우수 애니메이션 영화상을 받았다.
1998년 속편인 비디오 영화 《마우스 킹 2》가 출시되었다.

## 줄거리
남편 조너선을 잃은 쥐 브리즈비 부인은 피츠기번스 농장 블록에서 아이들을 키우고 있다. 하루 빨리 이주를 해야 하지만 아들 티머시가 폐렴에 걸려 꼼짝 못하는 상황에서 하필 농부 피츠기번스가 예상보다 일찍 밭을 일구기 시작한다. 브리즈비는 농장 장미 덤불 밑 지하에 있는 쥐 집단 거주지를 이끄는 신비한 지도자 니커디머스를 찾아가 도움을 청한다.
니커디머스는 몇 년 전 조너선과 에이지스 등 쥐들이 님(NIMH, National Institute of Mental Health, 미국 정신건강연구소)에서 실험에 쓰이면서 지성, 지각력, 언어 능력, 추상 사고가 발달했으며 노화가 늦춰지면서 수명이 늘어났다고 설명한다. 이렇게 고도화된 지능을 활용하여 조너선의 주도로 탈출한 쥐들은 이제 인간의 기술 없이는 살 수 없게 되어 인간의 전기를 빌려 쓰는 현재의 집단 거주지를 조성하게 되었던 것이다. 조너선과의 인연을 소중히 여기는 쥐들은 도르래를 활용해 블록을 통째로 들어올려 브리즈비의 이주를 돕기로 하고, 니커미더스는 브리즈비에게 착용한 자가 용기를 지닐 때에 비로소 작동하는 마법의 주구를 준다.
이주 성공을 위해서는 먼저 흉포한 농장 고양이 드래건에게 약을 먹여 잠을 재워야만 한다. 과거 남편 조너선이 이를 시도하다가 실패해 사망한 아픔이 있는 브리즈비는 드래건의 그릇에 약을 뿌리는 데에는 성공하지만 피츠기번스가의 아들 빌리에게 붙잡혀 새장 안에 갇힌다. 농부 피츠기번스와 님의 통화를 엿들은 브리즈비는 내일 아침 님에서 쥐들을 박멸할 예정이라는 걸 알게 된다.
니커디머스에게 반감을 지니고 그를 제거하려는 쥐 제너는 이주 작업에 훼방을 놓으려고 도르래 밧줄을 끊고, 블록이 추락하면서 니커디머스가 사망한다. 탈출한 브리즈비가 급히 달려와 쥐들에게 경고하자 제너는 이를 무시하고 브리즈비에게서 주구를 빼앗으려고 한다. 공범 설리번은 뒤늦게 후회하고 제너를 막으려다가 치명상을 입지만 숨이 끊기기 직전 단검을 던져 제너를 죽인다.
블록 집이 진흙탕 속에 가라앉은 절체절명의 순간에 가족을 구하려는 브리즈비의 의지가 주구를 작동시키고 집이 저절로 솟아오른다. 이주에 성공한 브리즈비는 가족들을 위한 안전한 거처를 확보한다.

## 출연
- 엘리자베스 하트먼 - 쥐 브리즈비 부인 역
- 돔 덜루이즈 - 까마귀 제러미 역
- 피터 스트라우스 - 저스틴 역
- 아서 맬릿 - 에이지스 씨 역
- 데릭 재커비 - 니커디머스 역
- 폴 셰나 - 제너 역
- 존 캐러딘 - 위대한 올빼미 역
- 허마이어니 배들리 - 땃쥐 슈루 아줌마 역
- 앨도 레이 - 설리번 역
- 섀넌 도허티 - 테리사 브리즈비 역
- 윌 휘턴 - 마틴 브리즈비 역
- 이언 프리드 - 티머시 브리즈비 역
- 이디 매클러그 - 라이트 양 역
- 톰 해튼 - 농부 폴 피츠기번스 역
- 루실 블리스 - 베스 피츠기번스 역